# Димитър Дечев
 Тази статия е за филолога Димитър Дечев.  За революционера на ВМОРО вижте Димитър Дечев (революционер).  
Димитър Фердинандов Дечев е български учен, класически филолог, историк и епиграф.  Академик на БАН. Основател и действителен член на Българския археологически институт (1920) и дописен член на Австрийския археологически институт.

## Биография
Димитър Дечев е роден на 28 август 1877 в град Свищов в семейството на учителя Фердинанд Дечев. Следва и завършва класическа филология в Германия – Лайпциг и Гьотинген. Специализира в Германия, Италия и Австрия.
След завръщането си в България е учител в Чирпан (1895 – 1896) и София (1903 – 1904). През 1914 г. започва работа в Софийския университет, като лектор по латински език, от 1921 г. е доцент, а от 1928 г. е редовен професор и завеждащ катедрата по латинска филология. През 1933 – 1934 г. е декан на Историко-филологическия факултет на Софийския университет. От 1943 г. е действителен член, т.е. академик на Българската академия на науките.
През 1957 година е издадена книгата му върху тракийския език „Die Thrakischen Sprachreste“. Една от първите монографии по темата, тя съдържа множество спорни етимологии и през следващите десетилетия губи значението си.

## Кратка библиография
- Корнелий Тацит. Германия, превод Д. Дечев.   София, Образование, 1918.
- Трако-келтски езикови успоредици, 1922
- Отговори на папа Николай по допитванията на българите в 866 г., превод Д. Дечев.   София, Университетска библиотека, Печатница на Армейския военно-издателски фонд, 1922.
- Войнов, Михаил; Георгиев, Владимир; Геров, Борис; Дечев, Димитър; Милев, Александър; Тонев, Младен. Старогръцки-български речник.   София, 1938.
- Извори за старата история и география на Тракия и Македония, 1949
- Характеристика на тракийския език, 1952
- Die Thrakischen Sprachreste, Wien, 1957